# Charisma - Kirei
Singles de Melon Kinenbi
Onegai Miwaku no Target (...)
(2007) Don't Say Good-Bye
(2009)
 Charisma - Kirei  (カリスマ・綺麗) est le 17e single régulier du groupe de J-pop Melon Kinenbi, sorti le 19 mars 2008 au Japon sur le label zetima. Il atteint la 62e place du classement de l'Oricon, et reste classé pendant deux semaines.
La chanson-titre était déjà parue sur le mini album Melon Juice sorti trois mois auparavant, et figurera aussi simultanément en fin d'année sur les compilations Mega Melon du groupe et Petit Best 9 du Hello! Project. La chanson en "Face B", Onna Zakari, figurera quant à elle sur la compilation de "Face B" Ura Melon de 2010.
C'est le dernier single du groupe à sortir dans le cadre du Hello! Project, qu'il quittera un an plus tard. Les singles suivants seront des collaborations avec divers groupes de rock, avant la séparation du groupe en 2010.

## Liste des titres
1. Charisma - Kirei  (カリスマ・綺麗?)
2. Onna Zakari  (オンナザカリ?)
3. Charisma - Kirei (instrumental) (カリスマ・綺麗...?)